# A Jacobite’s Farewell
A Jacobite’s Farewell – ballada angielskiego poety Algernona Charlesa Swinburne’a, opublikowana w tomiku Poems and Ballads. Third Series, wydanym w Londynie w 1889 roku przez spółkę wydawniczą Chatto & Windus. Utwór składa się z czterech strof czterowersowych, rymowanych i aliterowanych. Jest wystylizowany na balladę szkocką.
O lands are lost and life's losing,
And what were they to gie?
Fu' mony a man gives all he can,
But nae man else gives ye.
Our king wons ower the sea's water,
And I in prison sair:
But I'll win out the morn's morrow,
And ye'll see me nae mair.